# Тешабаев, Равшан Абдувасукович
Тешабаев Равшан Абдувасукович (узб. Teshabayev Ravshan Abduvasukovich; 27 апреля 1985, Ташкент, Узбекская ССР, СССР) — узбекский футболист, нападающий.

## Биография
Равшан Тешабаев родился 27 апреля 1985 года в Ташкенте, в семье простых рабочих. С малых лет любил играть во дворе с друзьями в футбол, где его и заметили тренера клуба ФК «Сергели». Первым тренером его стал Артыкбаев Кахрамон Баходырович. В 1998 году Равшан поступает в Республиканское Училище Олимпийского Резерва (РУОР). В 2002 году его замечают тренера клуба Пахтакор, после чего он подписывает первый профессиональный контракт. С этого момента начинается его профессиональная футбольная карьера.

## Карьера
Равшан Тешабаев на своей родине играл за такие клубы как Пахтакор, Шуртан, Курувчи (ныне Бунёдкор),Трактор. Также успешно играл за рубежом — в Индии и в соседнем Кыргызстане. По окончании игровой карьеры Равшан Тешабаев играл во второй лиге чемпионата Узбекистана за команду «Сергели», параллельно занимаясь тренерской деятельностью. Вырастил талантливых юных футболистов, которые играют за топовые клубы Узбекистана. С 2023 года начал работу в команде суперлиги Узбекистана «Сурхон» (Термез)

## Достижения
Курувчи (Ташкент)
- Чемпион Узбекистана в первой лиге —2006

Шуртан (Гузар)
- Чемпион Узбекистана в первой лиге — 2004—2005

Алай (Ош)
- Чемпион Кыргызстана — 2013
- Обладатель кубка Кыргызстана — 2013
- Обладатель кубка легенд Кыргызстана — 2012